# Rue de Mulhouse (Paris)
Pour les articles homonymes, voir Rue de Mulhouse.
La rue de Mulhouse est une voie du 2e arrondissement de Paris, en France.

## Situation et accès
La rue de Mulhouse est une voie publique située dans le 2e arrondissement de Paris. Elle débute au 27, rue de Cléry et se termine au 7, rue des Jeûneurs.

## Origine du nom
Elle porte le nom de Mulhouse, l'une des sous-préfecture et principale ville et du département du Haut-Rhin, renommée par ses draperies, ses mousselines et ses toiles peintes et parce qu'elle est située dans un quartier habité par des négociants qui vendent les produits manufacturés à Mulhouse.

## Historique
Une ordonnance royale du 24 janvier 1843 porte :
- Article 1er. Les sieurs Périer frères sont autorisés à ouvrir sur remplacement d'un hôtel qui leur appartient à Paris, rue de Cléry, n°27, et sur les jardins joignant la rue Saint-Roch (aujourd'hui rue des Jeûneurs), qui en dépendent, une rue de 12 mètres de largeur, destinée à établir une communication de l'une à l'autre de ces voies publiques....
- Article 2. L'autorisation résultant de l'article précédent est accordée, à la charge par les sieurs Périer ou leurs ayants cause, de céder gratuitement à la ville de Paris le solde la nouvelle voie publique et de se conformer aux charges, clauses et conditions exprimées dans la délibération du Conseil municipal, en date du 8 avril 1842. » Ce percement a été immédiatement exécuté.

On lui donna par décret ministériel du 21 juin 1844 le nom de me de « rue de Mulhausen » puis « rue de Mulhouse ».

## Pour approfondir